# 육동인
육동인(陸東仁, 1962년 ~ )는 박근혜 정부의 탄핵 기간때까지 대통령비서실 홍보수석실 춘추관장으로 재직 하였던 전 정무직공무원이다. 2024년 1월 26일 경인여자대학교 제 11대 총장으로 취임하였다.

## 생애
1962년 강원도 춘천 출신으로 춘천고등학교와 서울대학교 서양사학과를 나와 한국경제신문 산업·증권 기자로 언론계에 입문했다. 이후 한국경제신문 뉴욕특파원, 논설위원, 금융부장, 사회부장을 거친 뒤 20년간의 언론계생활을 접고, 2007년 국회사무처 공보관과 홍보기획관을 맡으며 공직생활을 경험했다. 이어 강원대학교 신문방송학과 겸임교수를 역임한 뒤 헤드헌팅 업체인 커리어케어 대표를 지내다가 2014년 11월부터 금융위원회 대변인을 맡았다. 2015년 청와대 춘추관장으로 발탁되었다. 이후 박근혜 정부의 탄핵기간까지 자리를 지켰으며, 문재인 정부 등장이후 사임 하였다. 2024년 1월 26일 경인여자대학교 제 11대 총장으로 취임하였다.

## 학력
- 1978 ~ 1981년 춘천고등학교
- 1981 ~ 1987년 서울대학교 서양사학 학사
- 1998 ~ 2007년 연세대학교 언론홍보대학원 석사

## 경력
- 1996년 6월 ~ 2000년 8월 미국 조지타운대학교 자본시장연구소 초빙연구원
- 2000년 8월 ~ 2007년 10월 한국경제 뉴욕특파원, 한국경제 논설위원
- 2004년 7월 ~ 2005년 10월 재정경제부 관세심의위원회 위원
- 2004년 9월 ~ 2007년 10월 재정경제부 금융산업발전심의위원회 위원
- 2007년 11월 ~ 2009년 10월 국회사무처 공보관
- 2007년 11월 ~ 2009년 10월 국회사무처 홍보기획관
- 2009년 9월 ~ 2014년 11월 강원대학교 신문방송학과 겸임교수
- 2010년 12월 ~ 2014년 11월 커리어케어 사장
- 2014년 11월 ~ 2015년 10월 금융위원회 대변인
- 2015년 10월 ~ 2017년 5월 대통령비서실 홍보수석실 춘추관장
- 2018년 6월 ~ 강원대학교 교육혁신원 초빙교수
- 2024년 1월 26 ~ 경인여자대학교 제 11대 총장

## 저서
- 《유대인처럼 성공하라》
- 《누구나 인재다》
- 《육동인, 소통 정치를 말하다》
- 《0.25의 힘》